# Marie Fillunger
Marie Fillunger (Wenen, 27 januari 1850 – Interlaken, 23 december 1930) was een van oorsprong Oostenrijkse zangeres.

## Achtergrond
Ze werd in Wenen geboren in het gezin van acht kinderen van spoorwegbouwer Johann Fillunger en Josephine Cäcilia Elisabeth Rosthorn, afkomstig uit een geslacht van industriëlen. Ze ontmoette tijdens haar studie in Berlijn Eugenie Schumann, een van de dochters van Clara en Robert Schumann. Er is daarvan een uitgebreide briefwisseling bekend. Marie en Eugenie werden geliefden. Fillunger, kortweg wel Fillu genoemd, woonde een aantal jaren in bij de Schumanns in Berlijn en Frankfurt am Main. Ze vertrok na een ruzie met Marie Schumann in 1889 echter naar het Verenigd Koninkrijk. In 1892 volgde pas Eugenie, maar die trok in 1912 toch weer bij haar zuster Marie in. Fillunger vertrok daarop naar haar geboorteplaats Wenen. In 1919 kwamen de drie dames weer tezamen in Matten bei Interlaken. De twee Maries en Eugene liggen in een gezamenlijk graf te Gsteig, Zwitserland. 

## Muziekleven
Haar muzikale opleiding verkreeg ze vanaf 1869 aan het Universität für Musik und darstellende Kunst Wien in Wenen. Mathilde Marchesi en Ottilie Ebner waren haar docenten aldaar. Ebner was bevriend met Johannes Brahms. Op 27 november 1872 zong ze première van Brahms’ Lieder und Gesänge opus 63. In 1874 kon Fillunger op voorspraak van diezelfde Brahms verder studeren aan de Universiteit van de Kunsten in Berlijn. In het Verenigd Koninkrijk verkreeg Fillunger een goede naam als concertzangeres, met name in het repertoire van Franz Schubert en Brahms. In 1891 maakte een concertreis door Australië, waarbij ze met groot succes Melbourne, Sydney en Adelaide aandeed. Een volgende reis ging in 1895 naar Zuid-Afrika. Beide reizen werd ze Charles Hallé en zijn vrouw Wilma Neruda. Ine Engeland zong Fillunger al vaker tijdens concerten in Manchester (De Hallé-concertn).  Ze ging les geven aan het Royal Manchester College of Music, totdat vlak voor de Eerste Wereldoorlog.   
Op 6 juni 1889 zong ze tijdens een concert een aantal liederen van Carl Maria von Weber en Brahms. Hoofdartieste van de avond was echter de Noorse pianiste Agathe Backer-Grøndahl, die het Vijfde pianoconcert van Ludwig van Beethoven speelde, begeleid door het orkest van de Royal Philharmonic Society onder leiding van dirigent Frederic Hymen Cowen. In 1891 en 1893 was Fillunger tweemaal te gast bij het Concertgebouworkest. In 1891 zong ze in het Amsterdam onder leiding van Julius Röntgen mee in de Hohe Messe van Johann Sebastian Bach. In 1893 zong ze in de Stadsgehoorzaal te Leiden in de Missa Solemnis van Beethoven onder leiding van Daniël de Lange.
Heinrich von Herzogenberg droeg zijn opus 5 Fünf Lieder aan haar op.
- Gemeinsame Normdatei: 11651387X
- International Standard Name Identifier: 0000 0000 5296 1904
- Library of Congress Control Number: nr2003002458
- MusicBrainz: 10fce25e-8366-4e28-9f20-8b372652ca1e
- SNAC: w6ck2n32
- Virtual International Authority File: 32750533
- WorldCat: E39PBJwCXwCTQVCpdgrVyqTyh3